# Bruxelles-Ingooigem 1983
La Bruxelles-Ingooigem 1983, trentaseiesima edizione della corsa, si svolse il 15 giugno su un percorso con arrivo a Ingooigem. Fu vinta dal belga Eddy Planckaert della squadra Splendor-Euro Shop davanti ai connazionali Ludo Frijns e Willy Teirlinck.

## Ordine d'arrivo (Top 10)
| Pos. | Corridore       | Squadra                     | Tempo |
| ---- | --------------- | --------------------------- | ----- |
| 1    | Eddy Planckaert | Splendor-Euro Shop          |       |
| 2    | Ludo Frijns     | Safir-Van de Ven            |       |
| 3    | Willy Teirlinck | De Freddy Bouwwerken-Rianta |       |
| 4    | Patrick Devos   | Euro Shop-Splendor          |       |
| 5    | Werner Devos    | Boule d'Or-Colnago          |       |
| 6    | Rudy Delehouzee | Safir-Van de Ven            |       |
| 7    | Marc Van Geel   | Safir-Van de Ven            |       |
| 8    | Ludo Peeters    | TI-Raleigh-Campagnolo       |       |
| 9    | Louis Luyten    | Metauro Mobili-Pinarello    |       |
| 10   | Ronan De Meyer  | Boule d'Or-Colnago          |       |